# Felipe Arizmendi Esquivel
Felipe Arizmendi Esquivel, né le 1er mai 1940, est prélat catholique mexicain, évêque de San Cristóbal de Las Casas de 2000 à 2017, créé cardinal le 28 novembre 2020.

## Biographie
Felipe Arizmendi Esquivel naît le 1er mai 1940 à Chilpetec, situé dans la municipalité de Coatepec Harinas, dans l’état de Mexico. Il étudie les sciences humaines et la philosophie au séminaire de Toluca, puis la théologie à l’Université pontificale de Salamanque (Espagne), où il obtient une licence en théologie dogmatique, avec une spécialisation en liturgie. Il est ordonné prêtre le 25 août 1963 à Toluca. De 1986 à 1989, il préside l’Organisation des séminaires latino-américains (l’OSLAM). En 1991, le pape Jean-Paul II le nomme évêque de Tapachula ; il reçoit l’ordination épiscopale le 7 mars. Il devient au même moment secrétaire général du Conseil épiscopal latino-américain (le CELAM).
Le 31 mars 2000, Jean-Paul II le nomme évêque de San Cristóbal de Las Casas. Il succède à Samuel Ruiz García, qui a défendu les droits des peuples indiens du Chiapas et des rebelles zapatistes. Felipe Arizmendi Esquivel souhaite également nommer de nombreux diacres (les indigènes ne connaissant pas le célibat), traduire les textes religieux et pratiquer le culte en langue locale. Mais cette politique est freinée par le Vatican, qui craint le développement d’une église autonome. Il faut attendre l’élection du pape François pour qu'elle soit acceptée en 2013.
Atteint par la limite d’âge, Felipe Arizmendi Esquivel démissionne de sa fonction d’évêque de San Cristóbal de Las Casas le 3 novembre 2017. Le pape François le crée cardinal lors du consistoire du 28 novembre 2020. Étant alors âgé de plus de 80 ans, il ne peut pas être électeur à un conclave.